# 757
Вижте пояснителната страница за други значения на 757.

## Починали
- Ан Лушан, китайски военачалник
- 26 април – Стефан III, римски папа